# Ancylomenes pedersoni
El camarón limpiador de Pederson (Ancylomenes pedersoni) es una especie de camarón de la familia Palaemonidae, orden Decapoda. Es una gamba omnívora, que generalmente se alimenta de parásitos, tejidos muertos, almejas, algas y copépodos.

## Mantenimiento
Limpia la mugre y la suciedad en anémonas como Condylactis gigantea y Stichodactyla haddoni, corales como Plerogyra sinuosa y Physogyra lichtensteini, etc.